# Tollare pappersbruk

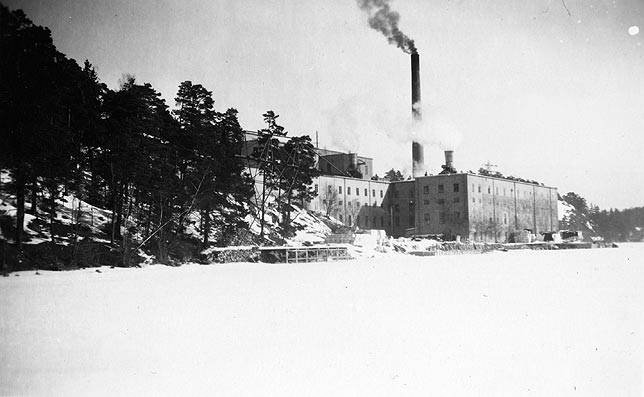
Tollare pappersbruk 1940.

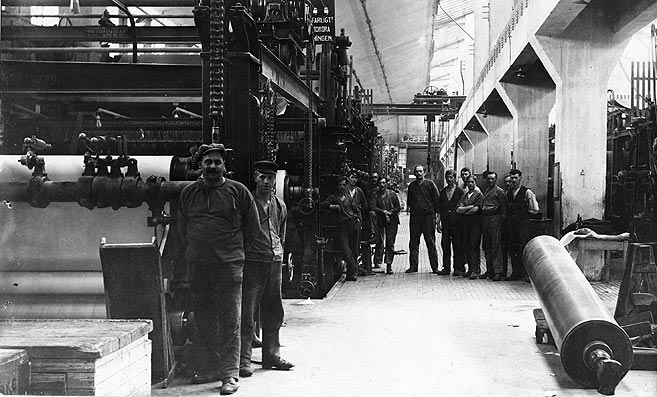
Interiör från Tollare pappersbruk.

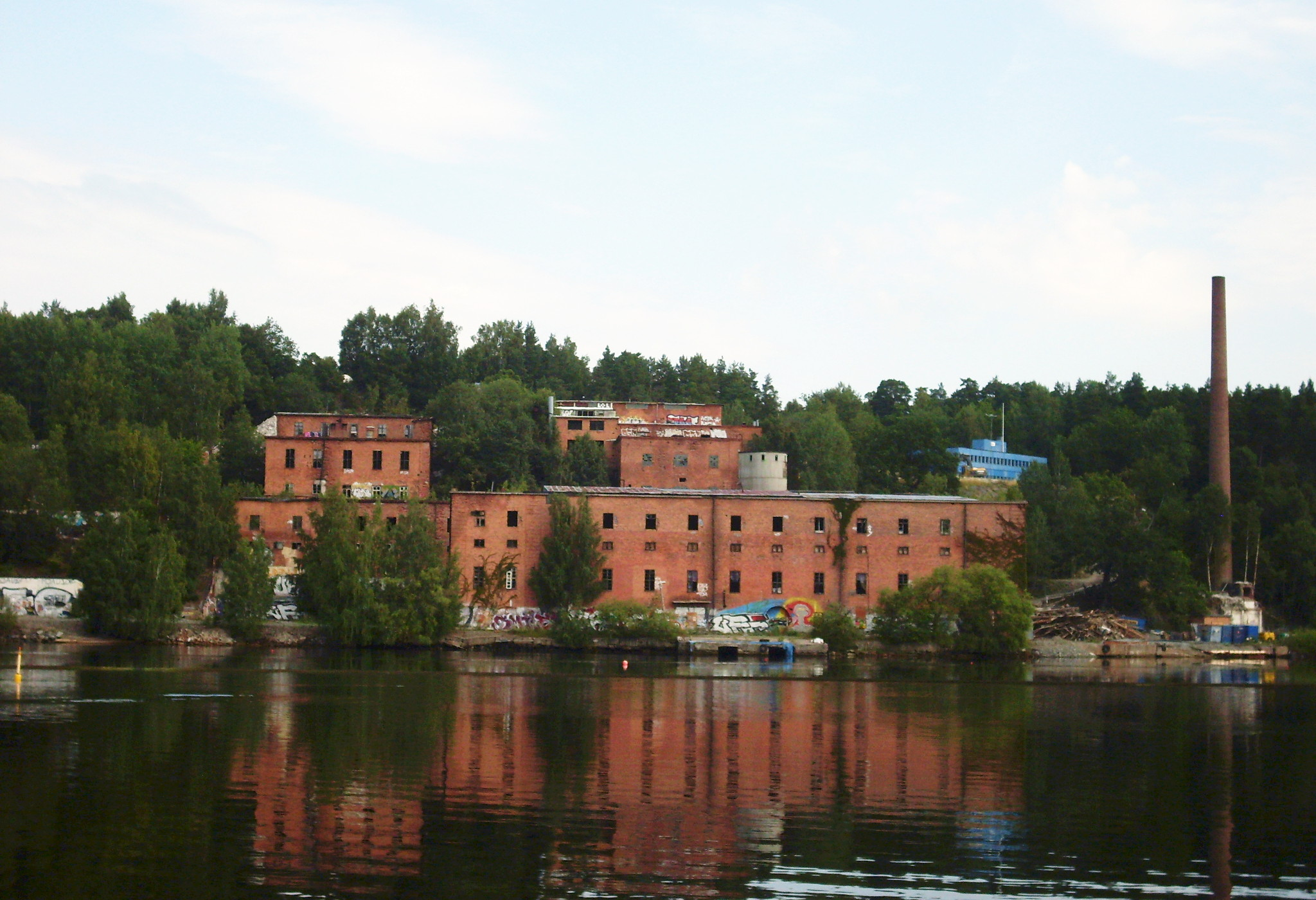
Fabriken kort före rivningen 2011.

Tollare pappersbruk var ett pappersbruk som låg i dåvarande Boo landskommun (nu Nacka kommun) mellan 1922 och 1964. Det grundades av Johan Alfred Hedenström, en fabrikör från Norrköping, som då var ägare av Tollare gård, och dennes son, civilingenjören Daniel Hedenström.

## Historik
Produktionen satte i gång 1922, i början inriktad på tidningspapper. 1926 ombildades bolaget till aktiebolag. Fabriken låg vid Lännerstasundet mitt emot Östervik, och under de första åren skedde alla leveranser av råvaror med fartyg. Även fabrikens produkter levererades till Stockholm med båt. De första åren hade man endast en pappersmaskin, men från 1932 tillkom ytterligare en, på den tillverkades bland annat kraftpapper. I mitten av 1930-talet var Tollare ett medelstort journalpappersbruk att jämföra med Hylte bruk (som idag är ett av Sveriges största pappersbruk).
Familjen Hedenström lämnade sitt ägande i Tollare pappersbruk i början på 1950-talet. Från denna tid försämrades situationen för bruket. Inom branschen fanns en trend mot allt större fabriker, och Tollare låg inklämt mellan Lännerstasundet och de omgivande bergen vilket förhindrade en utbyggnad. Dessutom växte kritiken mot brukets utsläpp i vattnet. 1964 avvecklades verksamheten efter att det uppdagats att verksamheten gått med förlust i flera år. Detta gjorde att Skandinaviska Banken förlorade mångmiljonbelopp, och tidningsrubrikerna blev många om skandalen.
Fabriksbyggnaderna fanns länge kvar och användes av flera mindre fritidsbåtvarv. Under 1970- och 1980-talen byggdes där "självbyggebåtar", inklusive landets mest självbyggda båt RJ 85. Stora delar var dock övergivna och förfallna. Bland annat spelades scener till filmerna baserade på Stieg Larssons millennium-trilogi in där. 
En utredning beställd av Länsstyrelsen fastslog 2007 att Tollare pappersbruk är en av de 30 svårast förorenade platserna i Stockholms län. NCC planerar emellertid att riva samtliga byggnader från pappersbrukstiden och uppföra ett bostadsområde. Ett par eftergifter gjordes till Nacka kommun genom sanering av den förorenade marken samt att en historisk skrift om pappersbruket gavs ut i mindre upplaga. 
Under 2011 revs pappersbruket och 2016 var saneringen färdig så att byggnationen kunde starta. Förorenad jord har schaktats bort och fiberbankarna på sjöbottnen har förseglats med fiberduk och krossat berg.